# Álvaro de Albornoz
Álvaro de Albornoz Liminiana (Luarca, 13 de junio de 1879-Ciudad de México, 22 de octubre de 1954) fue un político, abogado, escritor español, presidente del Consejo de Ministros de la República en el exilio entre 1947 y 1951. Durante la Segunda República Española experimentó un proceso de radicalización que le hizo adoptar las posiciones de la extrema izquierda.

## Biografía

### Primeros años

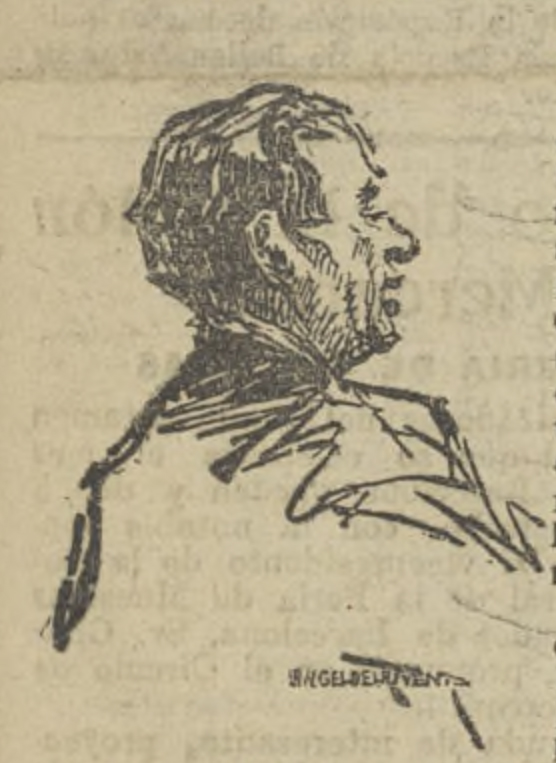
Álvaro de Albornoz en un dibujo de Ángel de la Fuente (El Liberal, 1922)

En su villa natal realiza los primeros estudios, y en la Universidad de Oviedo obtiene la licenciatura de Derecho, siendo aún muy joven. En sus años de estudiante vive la inquietud republicana en los círculos intelectuales ovetenses, cerca de sus maestros Leopoldo Alas «Clarín» y Adolfo Álvarez Buylla, conocedor este último del marxismo y creador de un Seminario de Sociología que funcionó en la biblioteca de la Facultad. Este ambiente primero, y más tarde el formado en Madrid en torno a Francisco Giner de los Ríos y la Institución Libre de Enseñanza, le refuerza en sus convicciones ideológicas.
Vuelve a Luarca, donde ejerce la abogacía durante más de diez años. Comenzó su militancia republicana y escribió también en el periódico socialista de Asturias, La Aurora Social. 
Ingresó en 1909 en el Partido Republicano Radical de Lerroux, consiguiendo el acta de diputado por Zaragoza en 1910, acta que mantuvo hasta las siguientes elecciones de 1914. En los años sucesivos se dedicó a ejercer la abogacía compaginándola con una gran labor ensayística. En 1918 participa en varios mítines en compañía de los jóvenes Jaén Morente y López de Goicoechea.
No será hasta 1929, cuando en la Cárcel Modelo de Madrid funde junto con Marcelino Domingo el Partido Republicano Radical Socialista (PRRS).

### II República
Miembro del Comité Revolucionario en 1930. Fue defendido por Victoria Kent ante el Tribunal de Guerra y Marina, saliendo absuelto, definiendo la abogada lo que era la rebelión militar: "levantamiento en armas de elementos del ejército contra el Rey, el gobierno, la Constitución...", alegando pues que no se podía acusar de rebelión militar a don Álvaro puesto que estaba detenido cuando se publicó el Manifiesto republicano.

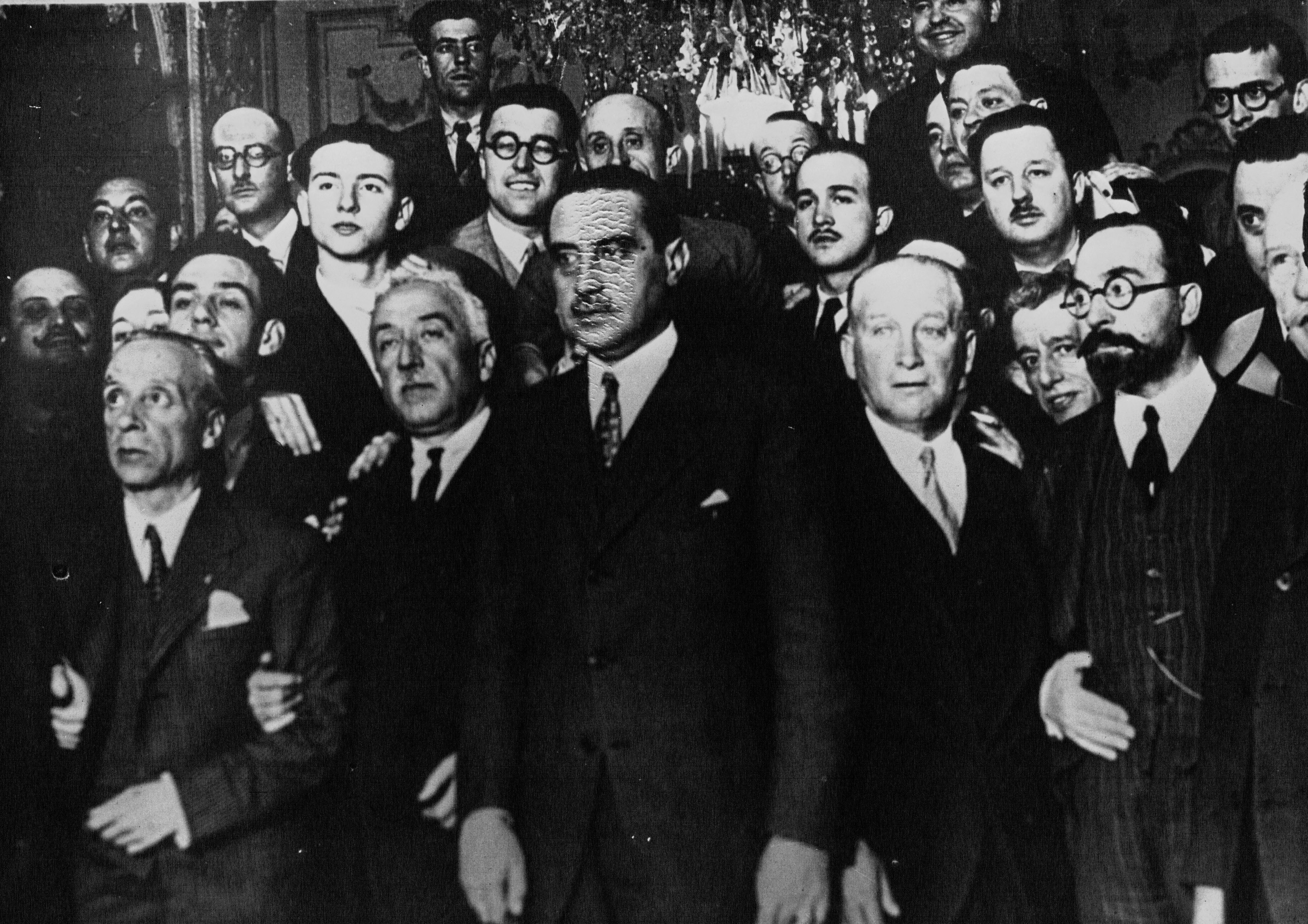
Junto con otros miembros del gobierno provisional de la Segunda República (1931).

Tras la proclamación de la II República Española, fue diputado en las Cortes Constituyentes de la República y ministro de Fomento y Justicia durante el llamado Bienio progresista (1931-1933). El fruto de su gestión ministerial fueron las leyes "laicas" de la República (disolución de la Compañía de Jesús, Divorcio, supresión del presupuesto de Culto y Clero, reglamentación de las Órdenes Religiosas, etc.). En 1933 fue nombrado como primer presidente del nuevo Tribunal de Garantías Constitucionales. Ese mismo año surgieron profundas disensiones en el seno del Partido Radical Socialista, ya que el ala más conservadora del mismo se oponía a seguir colaborando con el PSOE, mientras que el ala más progresista (encabezada por Albornoz y Marcelino Domingo) era favorable, por lo que este sector se salió del mismo y fundó el Partido Republicano Radical Socialista Independiente, que tuvo una vida muy corta ya que en 1934 se fusionaría con otros partidos formando Izquierda Republicana. Participó como orador junto a Manuel Azaña en el homenaje tributado el 16 de noviembre de 1933 al escritor Antonio Espina, cuando este salió de cumplir un mes y un día de condena en la cárcel a causa de un artículo publicado en El Liberal contra Hitler.
En esos años experimentó un proceso de radicalización política que le hizo adoptar los postulados de la extrema izquierda. Ya siendo ministro de Justicia había dicho en las Cortes: «Yo no participo, en modo alguno, de las ideas liberales y democráticas del siglo XIX. Yo declaro ante la Cámara que soy cada día menos liberal y menos demócrata y cada vez comulgo menos con esos tópicos liberales y democráticos». En un artículo publicado en el diario El Sol en abril de 1932 se mostró partidario de la socialización de la tierra, del crédito y de todos los servicios públicos. Y cuando visitó a Azaña en la cárcel tras su detención con motivo de la Revolución de Octubre de 1934 se lamentó de que su gobierno no hubiera disuelto el ejército. En diciembre de 1935 en un discurso pronunciado en Valencia dijo:

No hay que olvidar que España vive un proceso revolucionario del cual 1931 es una fecha, del cual 1909 y 1917 son otras fechas; un proceso revolucionario cuyo fin no se vislumbra aún... Cuando una sociedad ha llegado a un punto en que necesita transformarlo todo, cambiarlo todo, no lo dude nadie: o la revolución se hace desde el poder, o la revolución se hace desde la calle.

En abril de 1936 el sector caballerista del PSOE y el Partido Comunista de España lo presentaron como posible candidato del Frente Popular a la Presidencia de la República frente a la candidatura de Manuel Azaña que es la que finalmente se acordó y que fue quien acabó ocupando el cargo. Como ha señalado Gabriele Ranzato la propuesta de Álvaro de Albornoz como candidato «no podía prosperar porque su reciente "izquierdismo", que le convertía en el candidato republicano más aceptado por la extrema izquierda, impedía que la suya fuera una candidatura aceptable para la mayoría del Frente Popular».
El 27 de julio de 1936, una vez iniciada la Guerra Civil, fue nombrado embajador de la República en París hasta que en el mes de septiembre fue sustituido por Luis Araquistain. Al terminar la guerra, partió rumbo al exilio.

### Exilio
Ya en México, fue ministro de Justicia en el gobierno en el exilio de José Giral (1945-1947), y más tarde él mismo fue nombrado Jefe del Gobierno republicano en el exilio, cargo que ocupó al frente de dos gobiernos consecutivos: el primero, de 1947 a 1949 y el segundo, de 1949 a 1951.

## Familia
Fue padre de los escritores Concha de Albornoz y Álvaro de Albornoz Salas y abuelo del economista Álvaro de Albornoz y de la Escosura, hijo del anterior.
Era tío del Premio Nobel de Medicina Severo Ochoa de Albornoz y tío abuelo de la poetisa y crítica literaria Aurora de Albornoz.

## Obras
- La Instrucción, el ahorro y la moralidad de las clases trabajadoras (1900)
- No liras, lanzas (1903)
- Individualismo y socialismo (1908)
- Ideario radical (1913)
- El partido republicano (1918)
- El temperamento español, la democracia y la libertad (1921)
- La tragedia del estado español (1925)
- Intelectuales y hombres de acción (1927)
- El gran collar de la justicia (1930)
- El gobierno de los caudillos militares (1930)
- La política religiosa de la República (1935)
- Al servicio de la República. De la Unión Republicana al Frente Popular. Criterios de Gobierno (1936)
- Semblanzas españolas (1954)